# Edition 46
Die komplette Gestaltung des wöchentlich erscheinenden SZ-Supplements Süddeutsche Zeitung Magazin wird einmal jährlich für die Ausgabe Nr. 46 an einen zeitgenössischen Künstler übertragen. Eine öffentliche Ausstellung und umfangreiche Berichterstattung in verlagseigenen gedruckten und elektronischen Medien ergänzt die Publikation des in Zusammenarbeit mit dem Süddeutschen Verlag realisierten Kunstprojekts. Bei den gastierenden Künstlern handelt es sich um internationale Protagonisten der zeitgenössischen Kunstszene. Die Gestaltung eines ganzen Heftes einem externen Künstler in die Hände zu legen, ist für diesen Medientyp und diese Auflagegröße bis heute einzigartig. 2009 hat diese besondere Ausgabe erstmals einen eigenen Abkömmling: Eine limitierte, nummerierte und handsignierte Sonderedition, die von der aktuellen Edition-46-Gestalterin Paulina Olowska aus Elementen vergangener SZ-Magazine kreiert wurde. Der Sonderdruck wird vom Verlag gerahmt und ungerahmt angeboten.

## Geschichte
Noch vor dem ersten Geburtstag des 1990 ins Leben gerufenen SZ-Magazins entstand die Idee, einem Künstler die komplette Gestaltung einer Ausgabe anzuvertrauen. Weil das erste Heft nach diesem Konzept in der 46. Kalenderwoche erschienen war, wurde das Projekt nach dem Datum benannt: Edition 46.
Nach Anselm Kiefer im Jahr 1990 gestalteten die Künstler Francesco Clemente, Jeff Koons, Jenny Holzer, Per Kirkeby, Sigmar Polke, Richard Prince, Christian Boltanski und Matthew Barney in den Folgejahren die Edition 46.
1999 produzierte der amerikanische Künstler Alex Katz unter dem Projekttitel „Eine Nacht in New York“ die vorerst letzte Ausgabe. Ursache war nach Angaben des Verlags der Kunstmarkt, der so komplex und hysterisch geworden sei, dass es einer kleinen Redaktion wie der des SZ-Magazins zunehmend schwerfiel, Vorhaben dieses Ausmaßes umzusetzen.
Nach fast sieben Jahre Pause belebte die zwischenzeitlich expandierte Redaktion die legendäre Edition 46 zu neuem Leben. Unter dem gleichen Arbeitstitel wie das letzte realisierte Editions-Projekt „Eine Nacht in New York“ gestaltete diesmal der Mailänder Francesco Vezzoli den Relaunch der Kunstausgabe. 2008 gastierte Marcel Dzama in der Ausgabe 46. Die aktuelle Version aus dem Jahr 2009 entstammt der Kunstschmiede von Paulina Olowska.

## Konzept
Das SZ-Magazin erscheint jeden Freitag als Supplement in der seriösen überregionalen Tageszeitung Süddeutsche Zeitung. Die SZ-Publikation erweitert damit wöchentlich das klassische Angebot an Qualitätsjournalismus zu den Themen Politik, Wirtschaft, Feuilleton, Sport und Lokales um kreative und originelle Text- und Bildbeiträge zum Thema zeitgenössischer Lifestyle mit dem Anspruch an Individualität und Qualität.
Einmal im Jahr öffnet sich das Konzept Selektion und Darstellung von zeitgenössischer Kunst und Design für einen externen Künstler, der die komplette Gestaltung eines Heftes übernimmt. Voraussetzung dafür ist, dass die gezeigten Arbeiten erstmals und exklusiv im SZ-Magazin erscheinen. Damit sichert sich das Magazin nicht nur die exklusive Publikation des entstandenen Werkens, sondern gewährleistet auch, dass ohne eine Einschränkung von Kreativität und Künstlerfreiheit die Arbeiten des externen Gestalters sich unter dem Image-Dach des SZ Magazins einfinden und das Angebot erweitern.
Neben der Veröffentlichung des Heftes organisiert der Verlag zusätzliche Veranstaltungen und Plattformen, auf denen das Gesamtwerk des Künstlers veröffentlicht und kommuniziert wird. Dazu gehört in erster Linie eine begleitende Sonderausstellung, die 2007, 2008 und 2009 in der Pinakothek der Moderne realisiert wurde. Dort kann der Künstler seine Werke für das SZ-Magazin durch zusätzliche eigene Werke ergänzen, um schließlich seinen Gesamtauftritt kontextspezifisch zum Umfeld und Konzept der Ausstellung zu platzieren. Das Projekt wird vom SZ-Verlag über alle herkömmlichen und elektronischen Publikationswege des SZ Magazins (www.sz-magazin.de, Newsletter, Twitter usw.) sowie der übergeordneten Süddeutschen Zeitung (Printausgabe der SZ, sueddeutsche.de etc.) kommuniziert.

## Die Entstehungsphase einer Edition 46
Bei der Konzeption einer Edition 46 ist eine deutlich längere Planungsphase notwendig als bei einer regulären Ausgabe. Es gäbe zwar auch bei bestimmten Künstlern Ausnahmen in der Regel beginnt jedoch die Planung für eine solche Ausgabe bereits neun Monate vor der Veröffentlichung.

## Die Ausgaben

### 1990
Künstler: Anselm Kiefer
Projekttitel: „Das goldene Vlies“
Ausstellung:

### 1991
Künstler: Francesco Clemente
Projekttitel: „Reise ins Herz“
Ausstellung:

### 1992
Künstler: Jeff Koons
Projekttitel: „Baby & Eimer“
Ausstellung:

### 1993
Künstler Jenny Holzer
Projekttitel: „Wo Frauen sterben bin ich hellwach“
Ausstellung:

### 1994
Künstler: Per Kirkeby
Projekttitel: „Vorahnung Nordpol“
Ausstellung:

### 1995
Künstler: Sigmar Polke
Projekttitel: „Kugelsichere Ferien“
Ausstellung:

### 1996
Künstler: Richard Prince
Projekttitel: „Passionsspiel“
Ausstellung:

### 1997
Künstler: Christian Boltanski
Projekttitel: „Verloren in München“
Ausstellung:

### 1998
Künstler: Matthew Barney
Projekttitel: „Die Verwandlung“
Ausstellung:

### 1999
Künstler: Alex Katz
Projekttitel: „Eine Nacht in New York“
Ausstellung:
2000 – 2006: Pause

### 2007
Künstler: Francesco Vezzoli
Herkunft: Mailand, Italien
Jahrgang: 1971
Projekttitel: „Eine Nacht in New York“
Pirandello-Projekt: So ist es (wenn es Ihnen so scheint)
Ausstellung: Pinakothek der Moderne

### 2008
Künstler: Marcel Dzama
Herkunft: Geboren in Kanada, lebt in New York
Jahrgang: 1974
Projekttitel: „Der personifizierte Lauf der Menschheitsgeschichte“
Ausstellung: Pinakothek der Moderne

### 2009
Künstler: Paulina Olowska
Herkunft: Polen
Jahrgang: 1976
Projekttitel: „Denkst Du an Warschau?“
Ausstellung: Pinakothek der Moderne
Beschreibung der Ausgabe: Paulina Olowska erzählt in einer collagierten Bilderreise eine Liebesgeschichte eingebettet in ein Stadtporträt des postkommunistischen Warschaus.

### 2010
Künstler: Hans-Peter Feldmann
Herkunft: Düsseldorf, Deutschland
Jahrgang: 1941
Ausstellung: Pinakothek der Moderne

### 2011
Künstler: Barbara Kruger
Herkunft: Vereinigte Staaten, Newark
Jahrgang: 1945
Ausstellung: Pinakothek der Moderne

## Sonderedition 46
Die Redaktion des SZ Magazins hat 2009 in Zusammenarbeit mit Olowska erstmals einen limitierten Sonderdruck aus dem Bilderzyklus Denkst du an Warschau? kreiert. Die Sonderedition besteht aus Elementen vergangener SZ-Magazine und wurde in einer Auflage von 100 Exemplaren produziert. Die handsignierten und nummerierten Exemplare (Format: 40 × 28,5 cm) können gerahmt und ungerahmt online beim Verlag erworben werden.